# Maus au Chocolat (Spiel)
Maus au Chocolat ist ein 2009 bei Kosmos erschienenes Kartenspiel von Christian Fiore und Knut Happel.

## Inhalt
- 80 Zutatenkarten:
  - 16× Eier mit den Naschwerten 3 bis 7, Schokotaler 1 bis 6 (gelb)
  - 16× Früchte mit den Naschwerten 3 bis 7, Schokotaler 2 bis 7 (rot)
  - 16× Nüsse mit den Naschwerten 3 bis 7, Schokotaler 3 bis 8 (grün)
  - 16× Schokolade mit den Naschwerten 3 bis 7, Schokotaler 3 bis 8 (braun)
  - 16× Zucker mit den Naschwerten 3 bis 7, Schokotaler 1 bis 4 (weiß)
- 7 Helferkarten
- 1 Übersichtskarte
- 1 Spielregel

## Beschreibung
Zu Beginn erhält jeder Spieler von den gemischten Zutatenkarten je 5. Die restlichen Zutatenkarten werden verdeckt in die Mitte gelegt und von diesem Stapel 3 bis 7 (eine mehr als Spieler mitspielen) offen ausgelegt. Jeder Spieler erhält eine Helferkarte, die anderen werden offen ausgelegt.
Reihum legen die Spieler verdeckt eine Zutatenkarte vor sich ab. Anschließend decken alle ihre Zutatenkarte auf. Der Spieler, dessen Karte die meisten Schokotaler besitzt nimmt sich 2 der offen liegenden Zutatenkarten, muss dafür aber seine Zutatenkarte zu den anderen offen liegenden Karten legen. Haben 2 oder mehr Spieler dieselbe Anzahl Schokotaler auf ihrer Karte, entscheidet die Zahl auf der Helferkarte über die Reihenfolge. Anschließend nehmen sich auch die anderen Spieler 2 Karten und geben die ausgespielte Karte ab. Die zuletzt abgelegte Karte bleibt für die nächste Runde liegen.
Danach darf jeder Spieler – wenn er möchte – eine Dreierkombination seiner Handkarten auslegen und werten, wobei nun der Naschwert der Karten zählt. Es können folgende Kombinationen abgelegt werden:
- 3 beliebigfarbige Karten in aufsteigender Reihenfolge, z. B. 4, 5, 6 – dann erhält der Spieler die Karte mit dem geringsten Wert
- 3 Karten in gleicher Farbe und aufsteigender Reihenfolge – dann erhält er den höchsten Wert
- 3 Karten in beliebiger Farbe mit gleichem Wert – der Spieler darf sich eine beliebige Karte davon nehmen
- 3 gleichfarbige Karten mit gleichem Wert, wovon er sich 2 Karten nehmen darf.

Die erhaltenen Karten legen die Spieler für die Mitspieler sichtbar vor sich ab, sie zählen als Siegpunkte. Die übrigen Karten werden auf den Ablagestapel gelegt.
Ausgespielt werden dürfen aber nur Kombinationen wenn der Spieler danach noch mindestens 1 Handkarte behält. Beim Ausspielen können ggf. Helferkarten genutzt werden. Nach jeder Runde werden wieder neue Zutatenkarten offen ausgelegt und jeder gibt seine Helferkarte an seinen linken Nachbarn weiter, der älteste Spieler aber an die restlichen Helferkarten, von denen sich sein linker Nachbar eine nimmt. Das Spiel endet, sobald ein Spieler 30 oder mehr Punkte auf seinen gesammelten Zutatenkarten besitzt. Die Runde wird zu Ende gespielt und es gewinnt der Spieler, der dann die meisten Punkte hat, bei Gleichstand entscheidet der Wert der Helferkarte.